# L'Apprenti d'Araluen
L'Apprenti d'Araluen (titre original : Ranger's Apprentice) est une suite romanesque de fantasy et d'aventure dont les livres sont écrits par John Flanagan et traduits en français par Blandine Longre.
Elle met en scène diverses aventures de Will, l'apprenti de Halt, un maître Rôdeur. L'histoire se déroule dans un univers imaginaire médiéval, vaguement inspiré de la réalité.

## Liste des tomes
1. L'Ordre des rôdeurs, Hachette Jeunesse, 2007 ((en) The Ruins of Gorlan, 2004)
2. Le Chant des Wargals, Hachette Jeunesse, 2007 ((en) The Burning Bridge, 2005)
3. La Promesse du rôdeur, Hachette Jeunesse, 2008 ((en) The Icebound Land, 2005)
4. Les Guerriers des steppes, Hachette Jeunesse, 2009 ((en) Oakleaf Bearers, 2006)
5. Le Sorcier du Nord, Hachette Jeunesse, 2010 ((en) The Sorcerer in the North, 2006)
6. Le Siège de Macindaw, Hachette Jeunesse, 2011 ((en) The Siege of Macindaw, 2007)
7. La Rançon, Hachette Jeunesse, 2011 ((en) Erak's Ransom, 2007) 
Note : Chronologiquement, le titre se situe entre les tomes 4 et 5
8. Les Rois de Clonmel, Hachette Jeunesse, 2012 ((en) The Kings of Clonmel, 2008)
9. La Traque des bannis, Hachette Jeunesse, 2012 ((en) Halt's Peril, 2009)
10. L'Empereur du Nihon-Ja, Hachette Jeunesse, 2013 ((en) The Emperor of Nihon-Ja, 2010)
11. Les Histoires perdues, Hachette Jeunesse, 2013 ((en) The Lost Stories, 2011)
12. Rôdeur royal, Hachette Jeunesse, 2014 ((en) The Royal Ranger, 2013)

### Suite de Rôdeur royal, non traduite en français
1. (en) The Red Fox Clan, 2019[2]
2. (en) Duel at Araluen, 2020
3. (en) The Missing Prince, 2021
4. (en) Escape from Falaise, 2022
5. (en) Arazan’s Wolves, 2022

## Résumé des premiers tomes
Will, un orphelin sans nom, rêve de devenir chevalier, pour faire honneur à son père, mort en héros au combat. Mais c'est un tout autre destin qui lui est réservé : il sera l'apprenti de Halt, un Rôdeur aux pouvoirs troublants, défenseur secret du royaume d'Araluen. Pour maintenir la paix du domaine, Will doit apprendre l'art de la dissimulation et devenir une ombre parmi les ombres. Mais il lui faut faire vite, car le seigneur déchu Morgarath menace de reprendre le pouvoir par le feu et le sang. Il deviendra par la suite un grand Rôdeur, s'occupant d'abord d'un petit fief, Seacliff, puis partagera le fief de Montrouge avec son ancien maître Halt. Il fera partie d'un nouveau groupe composé de lui, Halt et Horace, son meilleur ami, devenu un incroyable chevalier très connu sous le nom de Chevalier de la Feuille de Chêne. Sans oublier Gilan, l'ancien apprenti de Halt, devenu Rôdeur émérite et qui leur sera d'une aide précieuse.

## Personnages principaux
- Will Treaty : Son père est mort en sauvant Halt le Rôdeur et sa mère en protégeant ce dernier de deux brigands (mais celui-ci ne lui avoue que dans le tome 11). Il ne connait pas son nom de famille et passe son enfance (dans le premier tome) à l'Orphelinat du Baron Arald, le seigneur du fief de Montrouge. Il devient ensuite l'apprenti de Halt puis un grand Rôdeur très connu et très populaire. Horace avec qui il a des relations tendues dans le premier tome devient son meilleur ami. Il se marie avec Alyss, une amie d'enfance qu'il a rencontré à l'orphelinat. Malheureusement, cette dernière décède en voulant sauver une petite fille d'un incendie criminel. Il est envahi par la vengeance en apprenant sa mort. Il sera le maître de Maddie (fille d'Horace et Cassandra). Il finit par assouvir sa vengeance et libérer son esprit.

- Horace Altman : Il est élevé à Montrouge comme Will, il est pris en apprentissage par Messire Rodney à l'école des guerriers. Ce dernier estime qu'il a un don pour le combat et qu'il sera un guerrier puissant. Il tue Morgarath en combat singulier, puis suit Halt en exil pour retrouver Will et Cassandra et se fait passer pour le Chevalier de la Feuille de Chêne à Gallica et se bat aux côtés des Skandiens, les pillards des mers. À son retour, le roi officialise son titre. Il accompagne Will dans la majorité de ses combats. Il épouse Cassandra, princesse d'Araluen et fille du Roi Duncan et a une fille : Madelyn dit Maddie.

- Halt était le prince d'Hibernia, avant d'avoir dû renoncer à son trône car Ferris, son frère jumeau, a essayé de le tuer. Il rencontre un jour Crowley, chef de l'Ordre des Rôdeurs, et plus tard se mettra au service du baron Arald en tant que « Rôdeur » après avoir réussi (avec d'autres Rôdeurs dont Crowley) à remettre le prince (il n'était pas encore roi) Duncan sur le trône. Il est un élément crucial dans la victoire face à Morgarath, prenant au piège l'armée ennemie. Il devient le maître de Will et a pour tâche de lui apprendre l'art des Rôdeurs. Il est marié à Dame Pauline, la chef des Messagères. C'est un homme sombre et jugé inquiétant par tous ceux qui ne le connaissent pas, ainsi qu'une légende vivante. C'est également l'un des meilleurs rôdeurs de l'ordre. Il considère Will et Gilan comme ses propres fils. Il provoquera son exil pour partir à la recherche de Will dans le tome 3, accompagné par Horace. Dans le tome 9 il est empoisonné mais survit grâce à Malcolm, le guérisseur.

### Personnages secondaires
- Baron Arald : Baron du fief de Montrouge. C'est un homme bon, juste et courageux. Il a fondé l'orphelinat de Montrouge. Ce seigneur estime qu'il est de son devoir de prendre soin des enfants de ses défunts sujets pour leur donner l'occasion d'améliorer leur statut social chaque fois que cela est possible. Il refuse d'abord que Will devienne chevalier, car son ami Halt aimerait le prendre comme apprenti, puis le lui propose après que ce dernier ait combattu les Kalkaras, créatures mi-ours mi-singes (fin du tome 1). Mais Will refuse, considérant que sa place est auprès des Rôdeurs.

- Dame Pauline : La chef des Messagères, devient l'épouse de Halt[3]. Elle considère Will et Gilan, les anciens apprentis de son mari, comme ses propres enfants.

- Malcolm : Un guérisseur qui vit dans une forêt, le bois de Grimsdell. Il recueille chez lui les habitants infirmes et déformés que les gens rejettent et les soignent.

- Trobar : Un géant recueilli par Malcolm, le guérisseur. Il adore Ombre, chienne que Will lui donne.

- Alyss Mainwaring : Élevée à Montrouge comme Will, elle entre en apprentissage auprès de Dame Pauline au service diplomatique des Messagères. Elle est très attachée à Will et ils sont tous les deux très amoureux l'un de l'autre. Elle devient une grande Messagère et l'épouse de ce dernier. On apprend sa mort, dans le tome 12 (en voulant sauver une petite fille d'un incendie déclenché par des bandits, elle resta coincée dans l’auberge en flammes).

- Crowley : Chef de l'Ordre des Rôdeurs, lié d'amitié à Halt. Ils pensent tous deux que Will sera le meilleur des Rôdeurs. Son Maître était Pritchar[4]. On apprend sa mort paisible (il souriait) dans le tome 12.

- Ambrose (Shining) : Bijoutier de Wensley[5].

- Duncan : Roi du royaume d'Araluen. Lorsque dans le tome 1 Gilan, le Rôdeur, revient en disant que sa fille Cassandra a été tuée par des Wargals, il est désespéré. Mais Duncan se souvint de la couleur des cheveux d'Evanlyn, la servante de sa fille, et découvre que c'est en fait Cassandra. Il bannit Halt pour un an à la suite d'insultes graves de sa part et brise cet exil au retour de ce dernier, après 11 mois et 6 jours.

- Cassandra : La fille du roi Duncan. Elle se lie d'amitié avec Will et Horace au cours des aventures et de son enlèvement par les Skandiens. Elle se marie avec Horace et devient reine. Elle a une fille : Maddie.

- Madelyn (dit Maddie) : La fille rebelle d'Horace et Cassandra et la filleule de Will.Tout comme sa mère à son âge, elle aime aller dans la forêt en pleine nuit, pour chasser avec sa fronde. Ses parents, exaspérés de la voir désobéir, décide de la confier à Will pour la former et la calmer mais aussi pour changer l'esprit de Will, tourmenté par la vengeance de la mort d'Alyss. Pour aider ce dernier, ils lui confient une lettre qui annonce le déshéritage de Maddie pour qu'elle ne puisse plus se servir de son titre comme excuse. Elle sera la première apprentie Rôdeuse. Will lui apprendra à se soucier des gens et à ne pas se conduire comme une petite princesse hautaine. À la fin des 12 mois ses parents veulent lui rendre son titre mais elle refuse en disant qu'elle veut terminer son apprentissage. Cassandra, inquiète, finit par accepter ces 4 longues années sans sa fille.

- Jenny Dalby : Élevée à Montrouge comme Will. Elle entre en apprentissage au service de Maître Chubb, le cuisinier du fief de Montrouge. On apprend par la suite qu'elle le surpasse par la créativité de ses plats. Elle tient une auberge très réputée dans le centre de Montrouge.

- George Carter  : Élevé à Montrouge comme Will, il entre en apprentissage au service de Maître Nigel à l'école des scribes ou il se révèle être très doué. Il a aussi publié un dictionnaire Nihon-Jan.

- Erak Starfollower : Jarl Skandien, qui deviendra par la suite l'Oberjarl[6]. Il fait s'évader Will et Cassandra retenus esclaves, après leur capture à Celtica.
- Gundar Hardstriker : Skirl Skandien qui aidera Will dans 2 de ses aventures.

- Foldar : Lieutenant de Morgarath. Il a de grandes ambitions et n’hésite pas à tuer ceux qui se mettent sur son passage[7]. Il adore tuer des innocents.

- Gilan : Ancien apprenti de Halt. Il combat principalement à l'épée en plus de son arc et de ses couteaux, une arme inhabituelle pour un Rôdeur. Son père est un grand général de l'armée royale. Il part pour Celtica avec Will et Horace mais quitte ces derniers pour aller prévenir le roi que Morgarath s'apprête à traverser la Fissure. Il devient le chef de l'Ordre des Rôdeurs à la mort de Crowley.

- Morgarath : Seigneur de Pluie et de Nuit qui contrôle les Wargals par la pensée. Il est l'ancien seigneur du fief de Gorlan, destitué à la suite d'un coup d'État ayant échoué, ce qui l'obligea à s'exiler dans les montages. Horace le défie en duel à mort et le tue. Morgarath voue une haine indescriptible à Halt qui a fait échouer ses deux offensives. Les Wargals sont des créatures monstrueuses, qui lui obéissent, mais elles prennent peur en présence de chevaux. Il est le principal antagoniste des deux premiers tomes.

- Shigeru : Empereur du Nihon-Ja[8]. Il rencontre Horace dans le tome 10 et le considère comme son propre fils.

- Pritchard : Le maître de Crowley et de Halt[9]. Sans lui, Halt et Crowley ne se seraient sûrement pas rencontrés.

### Animaux
- Folâtre : Le cheval de Will, très lié à ce dernier au point de "communiquer" avec lui. Au cours d'un combat, ce dernier est blessé à l'épaule. Will, inquiet, le ramène à Bob qui lui dit que Folâtre est trop vieux. Il lui donne un nouveau cheval (lui aussi appelé Folâtre) et nomme le 1er  "Bellérophon". Will va souvent le voir pour prendre de ces nouvelles.
- Abelard : Le cheval de Halt. Robuste et endurant il est extrêmement proche de son maître qui lui parle souvent en hibernien, sa langue natale. Son mot de passe est Permettez-moi ? en hibernien.

- Caracole : La jument d'Horace, c'est un puissant destrier fait pour le combat.

- Ombre : La chienne que Will recueille après l'avoir retrouvée gravement blessée dans le tome 5. Il l'a confit à Trobar dans le tome 6 et lui dit que si Ombre aura des petits, il prendra le plus robuste. C'est une chienne oeligions d'Aralire et blanche avec un œil bleu et l'autre marron.

- Ébène : La chienne de Will et aussi le plus robuste des petits de Ombre. C'est une chienne noire et blanche avec un œil bleu et l'autre marron. Dans le tome 11 Les vagabons la vole, Will et Alyss partent alors à sa recherche et la retrouve avant qu'ils ne quittent le pays.

## Géographie du monde d'Araluen
La carte du royaume d'Araluen ressemble à l'Angleterre. Picta se trouve au nord et est l'équivalent de l’Écosse. Celtica se trouve au sud et est l'équivalent du Pays de Galles mais sa forme Géographique ressemble aussi beaucoup à la péninsule de Cornouailles Britannique.

## Les peuples du monde d'Araluen
Habitants d'Araluen
Ce peuple est le peuple le plus important du récit et les principaux héros y sont nés. Ce sont souvent des paysans ou des petits commerçants.
Skandiens
Peuple vivant en Skandie, pilleurs avant tout ; Rien n'est plus important pour eux que leurs bateaux. Leur chef (Oberjarl) est élu par tous les Jarls (équivalent d'un prince ou d'un seigneur). Ils priment la lois du plus fort et règle les conflits de façons simple en menaçant de leur hache. À la suite du traité de paix avec divers pays ils deviennent des mercenaires, leur force est redoutable et tous leurs ennemis détalent quand ils entrent dans leur légendaire folie au combat. Ils sont pour la plupart des amis de Will ou Halt.
Hiberniens
Les Hiberniens ont été dirigés par Ferris (le frère de Halt) jusqu'à sa mort. Son successeur est Sean, le neveu de Halt et le fils de sa sœur décédée.Ils parlent l'hibernien (du français).  
Arridiens
Les arridiens sont les habitants d'Arrida, une terre désertique. Ils sont gouvernés par l'Emrikir qui envoie souvent ses Wakirs (équivalent d'un baron) pour s'occuper de régler les problèmes du royaume. 
Temujai
Les Temujai sont de très bons cavaliers et archers, leurs chevaux ressemblent fortement aux chevaux de rôdeurs (depuis que Halt en a "acheté" (volé en fait) plusieurs pour "créer" les chevaux de rôdeurs).
Celtes
Les Celtes sont les habitants de Celtica au sud d'Araluen. Ils vivent principalement dans de petits villages.
Scottis
Les scottis sont les habitants de Picta, les terres froides, au nord d'Araluen, ce sont avant tout des pillards, ils ont été plusieurs fois en guerre avec Araluen. 
Bedullins
Peuples nomades vivant dans le désert Arridien, ils sont peu appréciés des arridiens mais sont très unis et n'ont qu'une parole. Leur nom est inspiré des bédouins. Il apprécient beaucoup les chevaux et sont très joueurs, acceptant de parier le cheval de Will à la course. Ils suivent la Loi du Désert, qui interdit entre autres de laisser un voyageur partir dans le désert sans eau. Ils sont tenus de secourir les victimes du désert, et considèrent comme leurs les bêtes trouvées errant dans le désert sans leur maître, en particulier Folâtre, qui a échappé à Will durant une tempête de sable.
Nihon-jan
Les Nihon-jan sont un peuple divisé en plusieurs classes sociales. Les senshis, la classe dirigeante, sont les seuls autorisés à apprendre l'art du combat, auquel ils sont entraînés depuis leur enfance. Ils sont divisés en plusieurs clans certains plus importants que d'autres. Leurs armes, des katanas, sont forgés avec un acier très résistant.Les kikoris sont des bûcherons vivant dans de petits villages. Ils n'osent pas combattre ses senchis car ils sont habitués à se considérer comme inférieurs.  Dans le tome 10, les kikoris acceptent enfin de combattre les senshis et remportent la guerre.
Wargals
Créatures semi-intelligentes, non humaines, vivant dans les montagnes de la pluie et de la nuit, qui sont soumises à Morgarath, elles ont peur des chevaux à la suite de l'embuscade tendue par la cavalerie royale guidée par Halt pendant la première guerre. (voir t.1, t.2).
Génovésiens
Les génovésiens que Will, Halt et Horace rencontrent pendant leur périple sont trois. Des assassins tueurs à gages vêtu d'une cape violette, ils sont armés d'une arbalète dont ils empoisonnent les carreaux. Ils sont doués au couteau et à la dague. Leur capitale est Génovoso. D'après Halt, l'assassinat est la seule spécialité des habitants de cette cité. 
Vagabonds
Les vagabonds sont un peuple nomade, qui voyagent dans des roulotes. Ils s'arrêtent souvent de une à deux semaines à un endroit avant de repartir. À chaque fois qu'ils s'arrêtent, des objets disparaissent et ils les cachent jusqu'à qu'ils quittent le fief voire le pays. Ils volent Ébène, la chienne de Will, dans le tome 11. Ils font souvent des combats de chiens alors qu'ils sont réputés pour les apprécier.

## Rôdeurs
Les rôdeurs sont craints. Ils sont sous le commandement direct du souverain d'Araluen. Leur statut exact dans la société est mal défini mais seul le roi (ou la reine) d'Araluen peut leur donner des ordres. Ils ont un rang équivalent, voir supérieur aux nobles.
Les Rôdeurs maintiennent la loi dans le royaume. Un rôdeur est placé dans chacun des 50 fiefs d'Araluen et y remplit des missions de surveillance, d'espionnage et de maintien de la loi. 
Les capacités de camouflages et le caractère secret des rôdeurs (ainsi que leurs très grande dextérité avec leurs armes) amène les gens du peuple à voir les rôdeurs comme des sorciers. Le peuple d'Araluen craint les rôdeurs, une peur qui n'est pas partagée par la très haute noblesse d'Araluen.
Tous les rôdeurs adorent la tisane. Chacun y rajoute sa petite touche personnelle (miel, herbe...).
L'apprentissage pour devenir rôdeur dure 5 ans. Au bout d'un an l’apprenti est officiellement reconnu comme tel par l'ordre en recevant la feuille de chêne (symbole de l'ordre) en bronze que portent les apprentis. À la fin de son apprentissage, l'apprenti passe un examen pour devenir Rôdeur à part entière. S'il le réussit, il reçoit la feuille de chêne en argent. 
À la retraite les rôdeurs reçoivent une feuille de chêne en or et travaillent pour certains aux archives d'Araluen ou dans les bureaux avec le commandant en chef de l'Ordre même si bien sûr ils ont tous le droit d'avoir une retraite paisible avec leur famille. 

### Qualités
Les rôdeurs ont de nombreuses qualités :
- des capacités physiques combinant agilité, coordination des gestes, sens de l'observation et du camouflage, rapidité d'exécution mais surtout une curiosité insatiable. Un rôdeur cherche toujours à en savoir plus. Leur rôle est principalement celui d'informateur pour l'Ordre dans les fiefs où ils sont postés. Toutes ces qualités font aussi d'eux d'excellents éclaireurs, très compétents pour repérer l'ennemi et diriger une troupe armée en territoire périlleux.
- la patience[12] ;
- bon sens de l'observation
- patient
- Une bonne mémoire
- bonne qualité physique agilité et savoir bien escalader les arbres
- ils savent se fondre dans le décor (en partie grâce à leur cape).
- ils sont très doués au tir à l'arc

### Dictons
Il existe de nombreux dictons parlant des rôdeurs dont les plus connus ou plus répétés :
- « Un archer ordinaire s’entraîne jusqu'à ce que son tir soit juste. Un Rôdeur s’entraîne jusqu'à ce qu'il ne commette plus une seule erreur[13]. »
- « Le carquois d'un rôdeur contient la vie de 24 hommes. »
- « Fais confiance à ta cape. »
- « A chaque problème son Rôdeur. »
- « Un arc sans corde n'est pas plus utile qu'un bâton. »
- Dans le Tome 7, le roi Duncan en invente un pour convaincre Halt et Gilan d'aller aider Cassandra ensemble: « À chaque princesse deux Rôdeurs. »